# Baza tarczy antyrakietowej w Redzikowie
Baza wojskowa wsparcia US Navy w Redzikowie (dokł. Instalacja Przeciwrakietowa Aegis Ashore Missile Defense System (AAMDS) w Redzikowie) – amerykańska baza tarczy antyrakietowej sił powietrznych oraz europejskiej infrastruktury NATO w okolicach Redzikowa na terytorium Rzeczypospolitej Polskiej, w województwie pomorskim. Obok analogicznej bazy przeciwrakietowej w rumuńskim Deveselu, stanowi część amerykańskiego systemu antybalistycznego służącego obronie przed pociskami balistycznymi średniego i pośredniego zasięgu, w ramach jego natowskiego naziemnego komponentu obrony antybalistycznej Aegis Ashore. Oficjalna inauguracja budowy tarczy antyrakietowej w Redzikowie odbyła się 13 maja 2016. Pierwotnie obiekt miał być ukończony w 2018. Po kilkuletnich opóźnieniach w budowie, baza osiągnęła status operacyjny 15 grudnia 2023. Oficjalne otwarcie bazy miało miejsce 13 listopada 2024.
Podstawę prawną bazy stanowi umowa sporządzona 20 sierpnia 2008 (wraz z protokołem zmieniającym umowę sporządzoną w Krakowie dnia 3 lipca 2010) zawarta pomiędzy Stanami Zjednoczonymi a Polską jako teren zamknięty na terytorium Polski w miejscowości Słupsk-Redzikowo na terenie dawnego lotniska wojskowego Słupsk-Redzikowo. Oficjalna nazwa bazy nie została dotąd ustalona przez amerykański Departament Obrony. Baza zapewnia bezpieczeństwo państw NATO, UE w tym Polski i USA przed zagrożeniami ataku rakietami balistycznymi z powietrza.